# Jindřich IX. Starší
Jindřich IX. Starší (Latinsky Antiqus) († 1467) byl kníže hlohovský, kožichovský, krosenský a lubinský z rodu slezských Piastovců.
Byl synem hlohovsko-zaháňského knížete Jindřicha VIII. Vrabce. Za jeho vlády došlo v knížecí rezidenci v Kožichově k zásadním stavebním přeměnám.